# Heino Kruus
Heino Kruus (ur. 30 września 1926 w Tallinnie, zm. 24 czerwca 2012 tamże) – estoński koszykarz. W barwach ZSRR srebrny medalista olimpijski z Helsinek.
Przed rozpoczęciem treningów koszykarskich był piłkarzem i lekkoatletą. Występował w Kalevie z Tallinna. Z reprezentacją ZSRR sięgał po srebro igrzysk olimpijskich w 1952 oraz był mistrzem Europy w 1951 i 1953. Po zakończeniu kariery zawodniczej został trenerem oraz sędzią koszykarskim.